# Faber Drive
 (juin 2007).
Si vous disposez d'ouvrages ou d'articles de référence ou si vous connaissez des sites web de qualité traitant du thème abordé ici, merci de compléter l'article en donnant les références utiles à sa vérifiabilité et en les liant à la section « Notes et références ».
Faber Drive est un groupe de rock canadien, originaire de Mission, en Colombie-Britannique. Ils deviennent populaires grâce au concours d'une station radio où ils se sont fait remarquer par plusieurs producteurs, dont le chanteur de Nickelback, Chad Kroeger. Leur premier succès, Tongue Tied, est très apprécié du public. Ils changent en apportant un nouveau style de musique pour être dans le pop/rock avec la chanson G-Get Up and Dance. Puis le succès Give Him Up, en 2010, You And I Tonight et en 2012 Candy Store. Ils ont trois albums Seven Second Surgery, Can't Keep a Secret et Lost in Paradise.

## Biographie
Le premier album studio de Faber Drive, Seven Second Surgery, est publié le 1er mai 2007. Quatre singles y sont extraits : Second Chance, Tongue Tied, When I'm with You et Sleepless Nights (featuring Brian Melo). Second Chance et Tongue Tied atteignent les classements ouest-canadiens, When I'm with You est le mieux classé à l'Est.
Ils publient leur troisième album Lost in Paradise le 28 août 2012. Faber Drive tournera des clips pour Do It in Hollywood, Candy Store et Life Is Waiting. Avant la sortie du single Life Is Waiting, Andrew Stricko quitte le groupe, et est remplacé par Seamus O'Neill. Ils jouent ensuite au Canada leur tournée Lost in Paradise à la fin 2012.

## Membres

### Membres actuels
- Dave Faber – chant, guitare
- Jeremy « Krikit » Liddle – basse, chant
- Seamus O'Neill – batterie, chant
- Jordan « JP » Pritchett – guitare, chant

### Anciens membres
- Ray 'red' Bull – batterie, chœurs (2004–2008)
- David Hinsley – guitare électrique, chœurs (2004–2008)
- Calvin Lechner – batterie, chœurs (2008)
- Andrew Stricko – batterie, chœurs (2009–2012)

### Membres de tournée
- Zubin Thakkar – guitare solo, chœurs (2008)
- Simon Nagel – guitare solo, chœurs (2008)